# Inácio Accioli de Vasconcelos
Inácio Accioli de Vasconcelos (Marechal Deodoro, Brasil — ?) foi um político brasileiro.
Foi presidente da província do Espírito Santo, nomeado por carta imperial de 25 de novembro de 1823, de 23 de fevereiro de 1824 a 21 de outubro de 1829. Foi também membro da Assembleia Nacional Constituinte de 1823 eleito pela Província de Alagoas